# NGC 232
NGC 232 је спирална галаксија у сазвежђу Кит која се налази на NGC листи објеката дубоког неба.
Деклинација објекта је - 23° 33' 42" а ректасцензија 0h 42m 45,7s. Привидна величина (магнитуда) објекта NGC 232 износи 13,5 а фотографска магнитуда 14,4. NGC 232 је још познат и под ознакама ESO 474-15, MCG -4-2-40, VV 830, AM 0040-234, IRAS 00402-2350, PGC 2559.